# Franz Josef Niedenzu
Franz Josef Niedenzu (29 novembre 1857 à Koperniki, arrondissement de Neisse (de)– 30 septembre 1937) est un botaniste et professeur d'université allemand.

## Publications
On lui doit plus plusieurs taxons tels que Acridocarpus camerunensis.